# Теологија
Теологија (грч. Θεός  — „Бог“ и  — „наука“) или богословље, богословија, јесте учење о боговима или Богу. Она је систематско и рационално, проучавање концепата Бога или богова и њиховог утицаја на природу религијских истина. Теологијом се такође назива звање стечено по завршетку специјализoваних религијских студија, обично на универзитетима, богословским факултетима или богословијама (семеништима или семинаријама.)
Теологијом се назива и висока школа на којој се одвијају студије те научне дисциплине.
Стручњаци у богословљу или теологији се називају богослови или теолози.

## Дефиниција
Августин је латински појам theologia дефинисао као „расуђивање или расправа о Богу”; Иван Цвитковић, социолог религије, теологију дефинише као „теоријски систематизовано учење о Богу и његовом односу према свету”. Ричард Хукер „теологију” је дефинисао као „науку о божанским стварима”. Алистер Е. Макграфт нуди специфично хришћанску дефиницију теологије: „Ако постоји само један Бог и ако је тај Бог 'Бог хришћана' (према изреци Тертулијана, писца из 2. века), тада су нарав и делокруг теологије поприлично добро одређени: теологија је размишљање о Богу којега хришћани поштују и обожавају.”
Теолози користе разне облике анализе и аргументације (филозофски, етнографски, историјски, духовни и друге) како би разумели, објаснили, тестирали, критиковали, бранили или промовисали било коју од мноштва религијских тема. Теолог се теологијом бави како би:
- дошао до дубљег и бољег разумевања властите религијске традиције,[9]
- боље разумео неку другу религијску традицију,[10]
- упоређивао религијске традиције,[11]
- бранио или правдао неку религијску традицију (апологија),
- помогао реформу неке одређене традиције,[12]
- помогао ширење неке религијске традиције,[13]

или
- користио садржај неке традиције с циљем његове примене на неку садашњу ситуацију или потребу,[14]
- користио садржај неке традиције с циљем истраживања могућих начина тумачења света,[15] или
- истраживао природу божанства без позивања на неку одређену традицију,
- довео у питање (нпр. библијски критицизам) или се супротставио (нпр. нерелигиозност) одређеној религијској традицији или религијском светоназору.

## Историја појма
Реч теологија је изворно из грчког језика. Грчка реч theología (θεολογία) је настала од речи theós (θεός), у значењу: „Бог”, и наставка -logía (-λογία), у значењу: „говор”, „учење”, „наука” (изведеног из речи lógos [λόγος] која значи: реч, говор, смисао, начело, закон, наука), те је преузета у латински као theologia, а касније и у друге језике (енг. theology, франц. théologie, шпан. teología, итал. teologia, нем. Theologie, руски теоло́гия итд.). Значење које данас ова реч има у српском језику увелико зависи од значења које су њени латински и грчки еквиваленти добили њиховом употребом у хришћанској патристици и средњовековљу, иако се у новије време овај појам користи и изван хришћанског контекста. Појам бога (theós) у дефиницијама теологије у западноеуропској традицији је све донедавно био идентичан хришћанском појму Бога и теолози нису осећали потребу да изричито наглашавају да се ради о хришћанском Богу. То се једноставно подразумевало.

### Теологија у античкој филозофији
Прва употреба термина теологија сусреће се код грчког филозофа Платона, у његовом делу „Држава“. Он теологију одређује као продубљивање онога у шта се верује, као рационално преиспитивање веровања у богове, дакле, као науку о боговима.
У свом делу „Метафизика“, Аристотел теологију назива „првом филозофијом“, науком о апсолутном бићу, „првом покретачу“, непроузрокованом. Појам „први покретач“ код Аристотела идентичан је појму „бог“, па ће Аристотелова терминологија касније ући у хришћанску теологију. То ће довести до богословских спорова, али ће свети оци Цркве користити ту терминологију, дајући јој хришћански смисао.
Ослањајући се на грчке стоичке изворе, латински писац Варон је разликовао три облика теолошког дискурса: митски (бави се митовима о грчким боговима), рационални (филозофска анализа богова и козмологије) и грађански (бави се обредима и дужношћу вршења јавних религијских чинова).

### Теологија у хришћанству
У Старом и Новом завету, теологија се не помиње. Ни Свети Апостол Павле није употребљавао појам теологија, имајући на уму опасност која би претила ако би се он схватио као код Платона, јер хришћанство је монотеизам, за разлику од платонског политеизма. Зато Свети апостол Павле говори о „филозофији људској“ и „филозофији по Христу“ (Кол. 2,8). „Филозофија по Христу“ по њему права, богооткривена теологија.
Појам theologos, који је уско повезан с појмом theología, јавља се једанпут у неким библијским рукописима у наслову Књиге Откривења: apokalypsis ioannou tou theologou, „откривање Јована theologosa”. Међутим, реч theologos се на том месту не односи на Јована „теолога” у модерном српском значењу те речи, него – користећи мало друкчије значење корена lógos, не у смислу „рационалног дискурса” него у значењу „речи” или „поруке” – на онога ко говори речи Божје, 

### Рано хришћанство и патристика
Неки латински хришћански писци, међу којима су и Тертулијан и Августин, су прихватили Варонову троструку употребу, иако је Августин појам теологија користио и у једноставном значењу „размишљања или расправе о божанству”.

### Средњи век
У неким средњовековним грчким и латинским изворима појам theologia (у смислу „изношења или сведочанства Божјег наума”) једноставно се односио на Библију.
Латински писац Боетије почетком 6. века користио је појам theologia да означи један одсек филозофије као предмет академских студија које се баве непокретном, нетелесном стварношћу (насупрот одсеку physica који се бави телесним, покретним стварностима). Боетијева дефиниција је утицала на каснију латинску употребу.
У сколастичким латинским изворима појам је добио значење рационалних студија доктрина хришћанске религије или (прецизније) академску дисциплину која је испитивала кохерентност и импликације језика и тврдњи Библије и теолошке традиције (при чему је за садржај традиције најчешће биле релевантне Сентенције Петра Ломбардског, које се пак ослањају на Црквене Оце.) Теологија је тако постала „дисциплина свете науке, обухваћајући целовиту хришћанску науку, а не само науку о Богу.”

### Ренесанса и касније
У ренесанси, поготово с фирентинским платонистичким апологетама Дантеове поезије, разликовање „поетичке теологије” (theologia poetica) и „објављене” или библијске теологије послужило је као темељ за оживљавање филозофије као науке независне од теолошког ауторитета.
Од 17. века наовамо, такође је постало могуће да се користи појам „теологија” за проучавање религијских идеја и учења која нису специфично хришћанска (на пример, у изразу „натуралистичка теологија” који је означавао теологију утемељену на закључивању из природних чињеница независних од специфично хришћанској објави) или идеја и учења која су својствена некој другој религији (види испод). Теологија тако постаје анализа религијских веровања.
„Теологија” се данас у изведеном смислу може користити као назив за „систем теоретских принципа; (непрактичну или ригидну) идеологију”.
Карл Барт појам теологије као „људског говора о Богу” проширује тако што му даје и телеолошко значење „Божјег говора људима”.

### Теологија у православљу
Свети оци Православне цркве (Св. Атанасије Велики, Св. Василије Велики) доводе значење Платоновог појма теологије у везу са митологијом, или га једноставно називају „игра речи“, јер они не само да одричу могућност изражавања о Богу, већ сматрају да човек није у стању ни да замисли суштину Божју.
У списима светих отаца, теологија има много значења:
- Учење о Богу уопште; богословље или теологија
- Учење о Светој Тројици; тријадологија
- Учење о Господу Исусу Христу; христологија
- Учење о Духу Светом; пнеуматологија
- Учење о спасењу у Богу; сотериологија
- Учење о Цркви; еклисиологија
- Молитвено и мистично познање Бога;
- Исповедање догмата; а није редак случај да се теологија поистовећује са доксологијом (славословљем) или да представља знање или учење о Богу унутар себе.

Данас се у православљу теологија сматра објављивањем и деловањем Речи Божје, па са тог аспекта она означава:
- Реч од Бога — Откривење Божје преко природе, старозаветних догађаја и Господа Исуса Христа;
- Реч о Богу — посматрајући себе и природу долазимо до сазнања о Богу;
- Реч ка Богу — молитва је дијалог с Богом;
- Реч у Богу — када у човеку дође до мистичног сједињавања с Богом. То је тзв. созерцање — надлогички, надрационални акт душе.

У прилог томе иду и битне карактеристике теологије (реализам, ортодоксност, апофатизам, сотириологичност, есхатологизам итд.), па се може закључити да теологија у православном хришћанству има широко значење.